# Wear OS
Wear OS, prije zvan Android Wear, inačica je Googleovog operacijskog sustava Android namijenjena pametnim satovima i drugim nosivim uređajima. Uparivanjem s kompatibilnim mobilnim uređajem, pametni sat dobiva pristup raznim Googleovim uslugama, aplikacijama dostupnim na usluzi Google Play, kao i podacima i obavijestima dostupnim na samom uređaju s kojim je uparen. Wear OS podržava povezivanje pomoću raznih tehnologija, kao što su Bluetooth, Wi-Fi, 3G i LTE. Tvrtka Canalys procjenjuje da je tijekom prvih šest mjeseci nakon izdavanja Wear OS-a prodano oko 720.000 pametnih satova pogonjenih tim operacijskim sustavom.

## Povijest
Platforma je najavljena 18. ožujka 2014. godine, kada je i izdana prva inačica operacijskog sustava namijenjena razvijateljima (tzv. developer preview). Tijekom godišnje Google I/O konferencije održane 25. lipnja 2014. godine, izdani su Samsung Gear Live i LG G Watch pametni satovi, zajedno s novim informacijama o Wear OS-u. LG G Watch prvi je javno dostupni pametni sat temeljen na Wear OS-u.
Dana 10. prosinca 2014., izdano je ažuriranje koje donosi nove značajke, kao što je novo aplikacijsko programsko sučelje za lica sata, a temelji se na operacijskom sustavu Android 5.0 Lollipop.
Dana 31. kolovoza 2015. godine, Google je izdao aplikaciju za uređaje temeljene na operacijskom sustavu iOS 8.2 ili novijem, čime je omogućeno ograničeno primanje obavijesti s tih uređaja na Wear OS-u.

## Vanjske poveznice
- Službena stranica